# Brazil cruzeiro real
A Cruzeiro real Brazília pénzneme volt 1993. augusztus 1-jétől 1994. június 30-ig. Itamar Franco kormánya vezette be, az infláció megfékezésére, de átmeneti pénznemnek bizonyult. Váltópénze a centavo volt (csak elméletileg létezett, centavo-címletet nem bocsátottak ki). A cruzeiro (a harmadik pénznem e néven) 1000:1 arányú kicserélésével jelent meg. Az 50 000, 100 000 és 500 000 cruzeirós bankjegyeket felülbélyegezték (50, 100 és 500 cruzeiro real), ezeken kívül 3 új bankjegyet bocsátottak ki. A real 1994 júniusában Brazília 7. pénzreformja során 1:2750 arányban váltotta fel. 

## Érmék
- 5 cruzeiro real (arapapagáj)
- 10 cruzeiro real (tapír)
- 50 cruzeiro real (jaguár)
- 100 cruzeiro real (vadkutya)

Valamennyi érme acél-ötvözetből készült.

## Bankjegyek
- 1 000 cruzeiro real: Anísio Teixeira (1900–1971) pedagógus, író, iskolaalapító
- 5 000 cruzeiro real: Gaúcho (dél-brazíliai marhapásztor)
- 50 000 cruzeiro real: bahíai néger nő